# Castagni e fattoria al Jas de Bouffan (Cézanne Pasadena)
Castagni e fattoria al Jas de Bouffan è un dipinto a olio su tela (92x73,7 cm) realizzato nel 1884 circa dal pittore Paul Cézanne.
È conservato presso il Norton Simon Museum di Pasadena.
Il quadro è stato dipinto al Jas de Bouffan, residenza estiva di proprietà della famiglia Cézanne, che è anche il soggetto del quadro. La residenza è ritratta in giallo, illuminata dal sole ed incorniciata da alcuni castagni, posti in primo piano sulla superficie pittorica.